# Megalithen von Knockbaun
Die Megalithen von Knockbaun liegen im Townland Knockbaun (irisch An Cnoc Bán, „der weiße Hügel“) im County Laois in Irland. Der Name Knockbaun bezeichnet auch Townlands in den Countys Galway, Waterford und Wexford.

## Knockbaun I
Knockbaun I ist auf der Ordnance-Survey-Karte (OS-Karte) als „Druiden-Altar“ und im Inventar der Nationaldenkmäler als megalithische Struktur vermerkt. Es ist schwer zu sagen, was es ist, weil die Steine ohne erkennbare Struktur in einem zugewachsenen Feldgrenzbereich liegen. Große Felsbrocken in der Hecke können Teil der Struktur oder der Feldgrenze sein.

## Knockbaun II
Auch diese Struktur ist auf der Ordnance-Survey-Karte (OS-Karte) als „Druiden-Altar“ und im Inventar der Nationaldenkmäler als megalithische Struktur vermerkt. Die auf der Oberseite einer Anhöhe gelegene Anordnung ist eindeutig artifiziell. Es kann eine quadratische Steinkiste mit etwa 1,8 m Seitenlänge sein, die jetzt mit Wasser gefüllt ist, so dass die Innenwände schwer zu erkennen sind. Es gibt große Steine in der Nähe, die Decksteine gewesen sein könnten.

## Menhir 1
Der Menhir (englisch Standing Stone) soll der Überlieferung nach ein Schlachtfeld des 2. Jahrhunderts n. Chr. markieren. Die Schlacht fand zwischen Munster und Leinster statt, letzteres angeführt von Ae, einem Sohn von Dearbhail, König von Leinster. Der Stein lehnt schräg, aber die Packsteine an seiner Basis haben ihn vor dem völligen Umfallen bewahrt. Er ist etwa 1,2 m hoch, ebenso breit und 0,4 m dick.

## Menhir 2
Der heute auf dem Boden liegende Menhir ist etwa 1,2 m hoch und breit sowie 0,35 m dick. Er soll ebenfalls mit der oben genannten Schlacht in Zusammenhang stehen. Sie dauerte, der Überlieferung nach, drei Tage lang und zog sich über ein weites Gebiet. Beim Überqueren einer Furt am River Barrow an der Grenze zum County Kildare soll der Anführer der Leinstermen, Ae, ums Leben gekommen sein. An dieser Stelle liegt die Marktgemeinde Athy (irisch: Baile Átha Í, Stadt an der Furt des Ae). 